# Cromwell (pel·lícula)
 Cromwell  és una pel·lícula històrica britànica dirigida per Ken Hughes, estrenada el 1970. Ha estat doblada al català.

## Argument
El 1640 Oliver Cromwell, un purità membre del Parlament, es preocupa per les injustícies comeses sota el regne de Carles I i tem que la reina Henriette Maria, una catòlica, no empenyi el seu marit a modificar els ritus de l'Església d'Anglaterra. Després que Charles enviï les seves tropes a l'interior del parlament per prendre'n el control, Cromwell i els seus amics l'acusen de traïció. Esclata una guerra civil entre els caps rodons, partidaris del Parlament, i els cavallers, partidaris del rei. Després de la batalla d'Edgehill, Cromwell decideix entrenar les seves tropes, que guanyen la batalla de Naseby. La reina i el Príncep de Gal·les fugen, però Carles I és agafat i jutjat davant del Parlament. El 1649, Carles és declarat culpable i decapitat. Cromwell torna a Londres, dissol el Parlament, i es fa nomenar Lord Protector, un títol que li dona poders quasi dictatorials.

## Repartiment
- Richard Harris…. Oliver Cromwell
- Alec Guinness…. Rei Carles I
- Robert Morley.... Comte de Manchester
- Dorothy Tutin.... Reina Enriqueta María de França
- Frank Finlay.... John Carter
- Timothy Dalton… Rupert del Rin
- Patrick Wymark.... Comte de Strafford
- Patrick Magee.... Hugh Peters
- Nigel Stock.... Sir Edward Hyde
- Charles Gray.... Comte de Essex
- Michael Jayston.... Henry Ireton
- Geoffrey Keen.... John Pym
- Anthony May... Richard Cromwell
- Stratford Johns.... President Bradshaw

## Premis i nominacions

### Premis
- Oscars 1971: Oscar al millor vestuari per Vittorio Nino Novarese
- Festival internacional de cinema de Moscou 1971 : Millor actor per Richard Harris

### Nominacions
- Oscars 1971: Frank Cordell per l'Oscar a la millor música original
- Globus d'Or 1971 : Frank Cordell pel  Globus d'Or a la millor banda sonora original
- BAFTA 1971 : Vittorio Nino Novarese pel BAFTA al millor vestuari
- Festival internacional de cinema de Moscou 1971 : pel·lícula en competició

## Comentari
Per una durada de 2 h 14 min, aquesta pel·lícula va necessitar deu anys de preparació i un any de rodatge.